# 콘티넨탈 AG

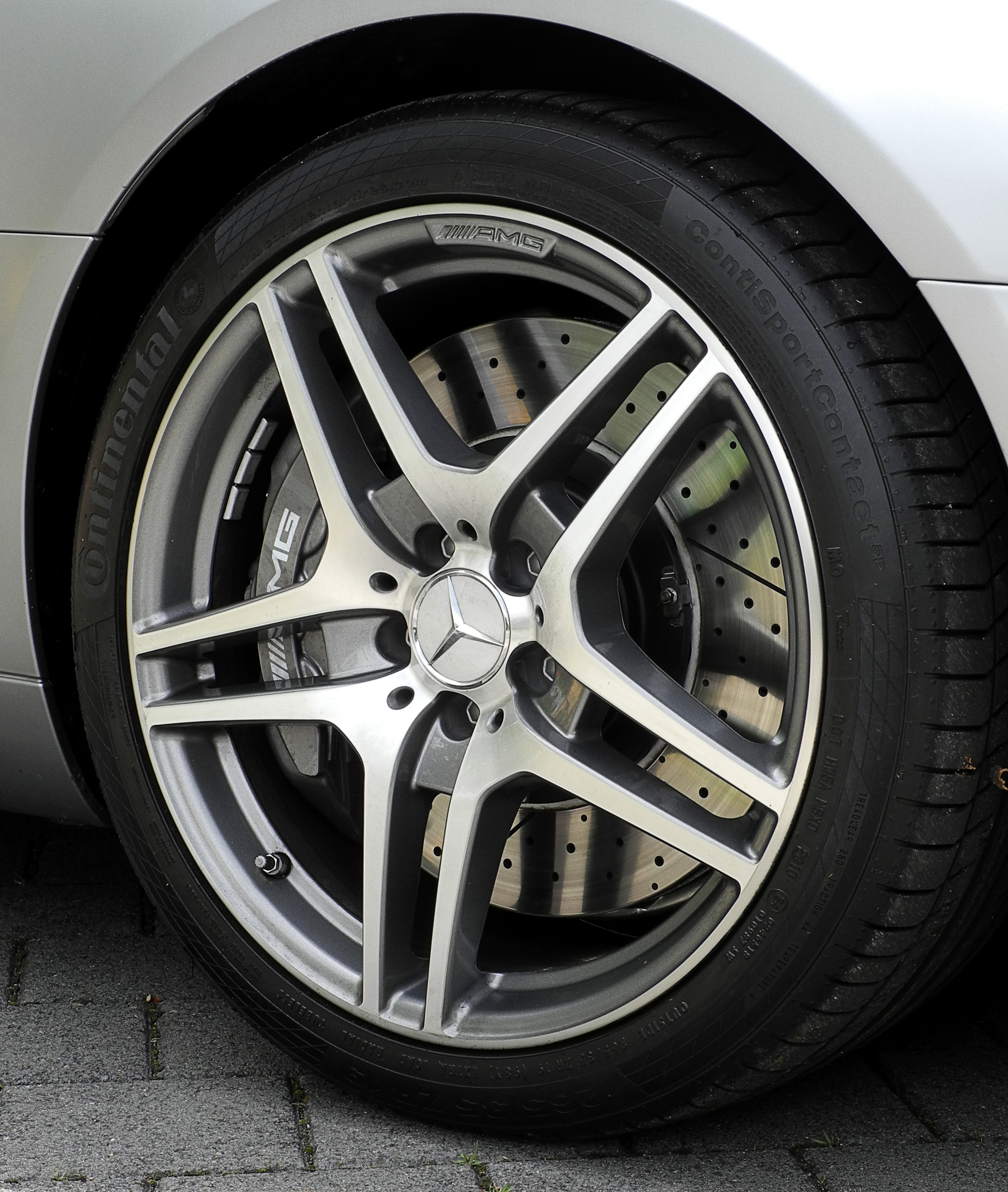
콘티넨탈 타이어를 장착한 메르세데스-벤츠 SLS AMG

콘티넨탈 AG(독일어: Continental AG)은 독일의 타이어 제조 회사이다. 독일 다국적 자동차 전문 부품 제조 회사 브레이크 시스템, 내부 전자, 자동차 안전 , 파워 트레인 및 섀시 부품, 운행 기록계 자동차 및 교통, 타이어 및 기타 부품 산업. 회사이다.